# Jayson Blair (acteur)
Pour les articles homonymes, voir Jayson Blair et Blair.
Jayson Blair, né le 17 mai 1984 à Détroit (Michigan), est un acteur américain.

## Filmographie

### Télévision
- 2006 : Les Experts : Manhattan : Albert Linehart / "Y Monster"
- 2008 : Hot Hot Los Angeles : Ty (7 épisodes)
- 2009 : Glee : Chris
- 2009 : Heroes : Nathan (jeune)
- 2010 : Rizzoli & Isles : Brandon Lewis
- 2010-2011 : Hard Times : Max Owens (24 épisodes)
- 2011 : The Protector : Frederick Ralston
- 2011 : Criminal Minds: Suspect Behavior : Mike
- 2012 : The Closer : L.A. enquêtes prioritaires : Paul Woods
- 2012 : 2 Broke Girls : Brendon
- 2012-2013 : The New Normal : Clay Clemmens (22 épisodes)
- 2013 : Drop Dead Diva : Chase
- 2015-2016 : Young and Hungry : Jake Sadowski (5 épisodes)
- 2016 : Les 12 jours sanglants de Noël : Freddie Fishstick (2 épisodes)
- 2018 : Life Sentence : Aiden Abbott (13 épisodes)[1]
- 2021 : Good Trouble : Tony Britton (15 épisodes)
- 2021 : Brand New Cherry Flavor : Jules Brandenberg (3 épisodes)
- 2022 : Dollface : Liam (4 épisodes)[2]

### Cinéma
- 2014 : Whiplash de Damien Chazelle : Travis
- 2014 : Stuck de Stuart Acher : Rick